# Mas el Pubill
|  | Aquest article tracta sobre una masia a Castellfollit del Boix. Si cerqueu la de Vidrà, vegeu «Mas Pubill». |

Mas el Pubill és un mas a més de 3 km al NO del poble de Castellfollit del Boix (al Bages). Es tracta d'una masia de grans dimensions amb moltes transformacions (s'observen restes d'arcades tapiades) i cossos afegits. Destaca la porta d'entrada d'arc de mig punt amb dovelles, una galeria a la façana posterior i les arestes del cos principal de gran alçada. També les obertures de la façana de llevant amb ampits, llindes i brancals de carreus treballats. Segons informació oral del propietari aquesta masia podria datar del s. XV. A la llinda de la porta d'entrada hi ha la data inscrita del 1681. A una de les façanes hi ha la data del 1850.